# Daffy impresario
Pour plus de détails, voir Fiche technique et Distribution.
Daffy impresario (ou Daffy refait l'histoire) (Yankee Doodle Daffy) est un dessin animé américain de la série des Looney Tunes de la Warner Bros. sorti en 1943, dirigé par Friz Freleng et écrit par Tedd Pierce. C'est le second Looney Tunes en Technicolor où figurent Porky Pig et Daffy Duck (à la suite de My Favorite Duck). C'est le premier cartoon de la collection à faire partie du domaine public.

## Synopsis

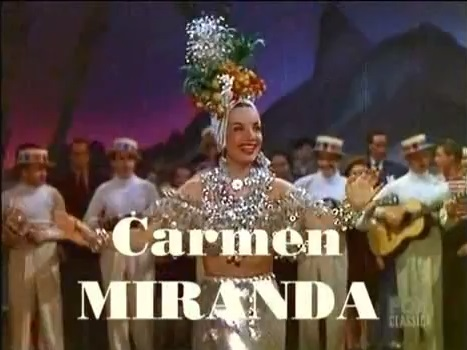
Carmen Miranda (1909-1955) était une chanteuse et danseuse extravagante à la mode brésilienne, et portait un chapeau avec des fruits dans les films de comédie musicale Une nuit à Rio (1941) et Banana Split (1943).

Daffy Duck, en agent de vedettes, essaie par tous les moyens de placer son jeune client, « Sleepy Lagoon », au ponte Porky Pig des « Productions Smeller  » (littéralement : Les productions renifleuses). Mais Porky, qui s'apprêtait à partir pour une journée de golf, ne veut rien entendre. Daffy se lance dans une démonstration échevelée de ses talents de chanteur et danseur pour l'éblouir, allant jusqu'à incarner Carmen Miranda, l'actrice chanteuse et danseuse de samba au chapeau à fruits, ou multiplier les numéros d'acrobate, alors que Porky tente d'échapper à ce spectacle et que « Sleepy » commente les performances de Daffy par des dessins de rébus moqueurs. Pour avoir enfin la paix, Porky enferme Daffy dans un coffre et part en avion, mais seulement pour retrouver Daffy en pilote. Il saute alors en parachute, toujours pour échapper au canard envahissant. Mais là encore, il le retrouve à la place de son parachute, en train de chantonner. Daffy continue à courir après sa victime jusqu'à son domicile, la « traque » dans un coin. 
Porky s'avoue vaincu et permet à Daffy de produire sa vedette, « Sleepy Lagoon » (ou « Sleepy Lagoof »), un caneton noir qui a suivi toute la démonstration d'un air détaché en léchant sa grande sucette. En complète contradiction avec sa corpulence fluette, il se met à chanter avec une forte voix de baryton un air calqué de « In the Garden of My Heart ». Le film s'achève quand il termine sa performance étonnante sur une note aigüe, mais qu'il n'arrive pas à atteindre, et tousse à la suite.

## Fiche technique
- Réalisation : Friz Freleng (I. Freleng)
- Scénario : Tedd Pierce
- Production : Leon Schlesinger pour Leon Schlesinger Studios
- Musique : Carl W. Stalling
- Format : 1,37 :1 couleurs Technicolor
- Son : mono
- Pays :  États-Unis
- Sortie : États-Unis : 5 juin 1943
- Langue : anglais
- Durée : 6 minutes 43 secondes
- Distribution : 15 mai 1943 : Warner Bros. Pictures et  The Vitaphone Corporation (cinéma)
2003 : Warner Home Video  (États-Unis) (DVD)

## Animateurs
- Richard Bickenbach : animateur
- Jack Bradbury  : animateur (non crédité)
- Gerry Chiniquy  : animateur (non crédité)
- Phil Monroe : animateur (non crédité)
- Manuel Perez : animateur (non crédité)
- Owen Fitzgerald :  directeur artistique (non crédité)
- Paul Julian :  artiste arrière-plan (non crédité)

## Musique
- Carl W. Stalling, directeur de la musique
- Milt Franklyn, orchestrateur (non crédité)

## Distribution

### Voix originales
Sauf indication contraire, les informations mentionnées dans cette section peuvent être confirmées par les bases de données cinématographiques  présentes dans la section « Liens externes ».
- Mel Blanc : Daffy Duck, Porky Pig, Sleepy Lagoon
- Ken Bennett : Sleepy Lagoon (chant)

### Voix françaises

#### 1erdoublage(années 70)
- Pierre Trabaud : Daffy Duck
- Francis Lax : Porky Pig[5]

#### 2edoublage(années 90)
- Patrick Guillemin : Daffy Duck
- Michel Mella : Porky Pig
- Bernard Métraux : narration en voix-off

## Musiques et chansons
Aucune musique ou chanson n'est mentionnée au générique. Les chansons sont chantées par Mel Blanc quand il interprète Daffy.
- Yankee Doodle, musique traditionnelle patriotique américaine.

Dans l'introduction.
- Hang On to Your Lids, Kids, musique par Harold Arlen.

Jouée quand Daffy se présente, et présente Sleepy Lagoon.
- I'm Just Wild About Harry, musique d'Eubie Blake, paroles de Noble Sissle.

Chantée au début par Daffy Duck avec son canotier.
- Frat, musique de John F. Barth (en).

Jouée au banjo par Daffy Duck.
- Chica Chica Boom Chic (en)  composée par Harry Warren et Mack Gordo, chantée par Carmen Miranda.

Chantée et dansée par Daffy déguisé en Carmen Miranda.
- Laugh, Clown, Laugh, composée par Ted Fio Rito, paroles de Sam M. Lewis (en) et Joe Young (en).

Chantée par Daffy Duck déguisé en clown à la façon d'Enrico Caruso en Canio dans Pagliacci (Paillasse).
- Cheyenne (chanson) (en), composée par Egbert Van Alstyne (en), paroles de Harry Williams.

Chantée par Daffy Duck en changeant les paroles pour I'm a Cowboy, quand il monte Porky Pig comme un cheval.
- We Watch the Skyways, musique de Max Steiner et paroles de Gus Kahn.

Chantée par Daffy Duck dans l'avion.
- Angel in Disguise (en), musique de Paul Mann et Stefan Weiß, paroles de Kim Gannon (en).

Chantée par Daffy Duck qui a pris la place du parachute de Porky.
- Ouverture de Guillaume Tell, musique composée par Gioachino Rossini.

Chantée par Daffy durant sa poursuite de Porky dans les escaliers.
- You Oughta Be in Pictures (en), musique par Dana Suesse et Edward Heyman.

Chantée par Daffy à la fin de la poursuite.
- « Cancan » d'Orphée aux Enfers, par Jacques Offenbach.

Jouée quand Daffy fait son grand « final » de cirque acrobatique.
- In the Garden of My Heart, musique par Ernest Ball (en), paroles de Caro Roma (en), chantée par Emory B. Randolph.

Chantée par Sleepy Lagoon (Billy Bletcher).
- Puddin' Head Jones, musique de Lou Handman (en).

En toile de fond.

## Choix du titre
Le titre original et la musique d'introduction sont inspirés du film La Glorieuse Parade (Yankee Doodle Dandy) (1942), un film à grand succès de la Warner. En dehors du fait que les deux productions parlent toutes deux de show business, il n'y a aucun point commun.